# ريكي بيرك
ريكي بيرك (بالإنجليزية: Ricky Burke)‏ (7 يوليو 1990 بإنجلترا في المملكة المتحدة - ) هو مدرب كرة قدم ولاعب كرة قدم بريطاني في مركز الوسط. لعب مع ريتشموند كيكرز وNorthern Virginia FC ‏ وLothian Thistle Hutchison Vale F.C. ‏ وVale of Leithen F.C. ‏ ونادي ليفينغستون لكرة القدم وموسيلبيرج أثليتيك ‏ وHeriot-Watt University F.C. ‏.

## وصلات خارجية
- ريكي بيرك على موقع قاعدة بيانات كرة القدم.إي يو (الإنجليزية)